# 박찬영 (첼리스트)
박찬영은 대한민국의 첼리스트다. 2022년 싱글 《안녕》으로 데뷔했다.

## 방송
- 슈퍼밴드 (2019) - Top36(34위)

## 음반
- JTBC 슈퍼밴드 Episode 3, 4 (2019)
- JTBC 슈퍼밴드 Episode 6 (2019)
- JTBC 슈퍼밴드 Episode 8 (2019)
- JTBC 슈퍼밴드 Episode 10 (2019)
- 안녕 (2022)

## 작사/작곡
- 박찬영 <안녕> (2022) - 작사, 작곡, 편곡